# Chris Murray (Musicaldarsteller)
Christopher „Chris“ Andrew Murray (* 14. Dezember 1963 in Braunschweig) ist ein US-amerikanischer Musicaldarsteller und Opernsänger (Tenor).

## Leben
Der gebürtige Braunschweiger wuchs als mittleres von drei Kindern des Kammersängers William B. Murray und seiner Frau Nancy zweisprachig bis 1978 in Berlin und dann in New York auf, wo er seine Ausbildung an der State University of New York in Fredonia und Purchase absolvierte. Seine Studien im Fach Gesang (zunächst als Bariton, später als Tenor) und Regie schloss er 1986 ab. Weitere Gesangsstudien im Opernstudio Herta Kalcher in Stuttgart und bei seinem Vater in Berlin führten ihn zurück nach Deutschland.
1997 debütierte er bei Das Phantom der Oper. Es folgten Engagements an zahlreichen deutschen und österreichischen Bühnen – unter anderem: Staatstheater Darmstadt, Staatsoperette Dresden, Staatstheater am Gärtnerplatz München, Schillertheater (Berlin), Mecklenburgisches Staatstheater Schwerin, Opernhaus Halle, Landestheater Innsbruck, Neustrelitz, Detmold und Flensburg sowie das Theater Baden bei Wien. Außerdem trat er im Schlosstheater Fulda, im Musical Dome Köln und in der Potsdamer Metropolishalle, sowie bei den Erfurter DomStufen-Festspielen und den Freilichtspielen Tecklenburg auf.
Chris Murray singt Hauptrollen in bekannten Musicals, wie The Scarlet Pimpernel (Chauvelin), Jesus Christ Superstar (Jesus und Judas), Les Misérables (Jean Valjean und Javert), Der Mann von La Mancha (Don Quixote), Elisabeth – Die Legende einer Heiligen (Konrad von Marburg), Jekyll & Hyde (Jekyll/Hyde), Evita (Ché Guevara),  Aida (Radames), The Rocky Horror Show (Riff Raff) und viele andere.
In der Uraufführung des Musicals Elisabeth – die Legende einer Heiligen in Eisenach kreierte Chris Murray 2007 die für ihn geschriebene männliche Hauptrolle des Konrad von Marburg. 2008 wirkte er als Inspektor X in der Uraufführung der Rockoper ChristO am Staatstheater am Gärtnerplatz in München mit. 2012 folgten die Uraufführungen als Shylock im gleichnamigen Stück am Tiroler Landestheater und als Friedrich der Große in Friedrich – Mythos und Tragödie in der Potsdamer Metropolishalle. Weitere Uraufführungen waren 2014 Der große Houdini am Theater Hof und 2016 Einstein – Das Musical ebendort, jeweils in der Titelrolle.
2012 sang er am Staatstheater Darmstadt die Rolle des Siegmund in der Oper Die Walküre von Richard Wagner.
Chris Murrays erste Solo-CD Musical Hits erschien im Juli 2005 beim Musiklabel Sound of Music. Sie wurde in Österreich als „Musical-Solo-CD 2005“ ausgezeichnet. Seine Weihnachts-CD A Very Murray Christmas, die zusammen mit dem Komponisten und Pianisten Philipp Polzin entstand, erschien 2011. Seine Doppel-CD Musical Times 5 mit dem Schwerpunkt auf den Werken aktueller Musicalkomponisten in Deutschland sowie Klassikern seines Repertoires ist im Juli 2014 erschienen.
Für seine künstlerischen Leistungen wurde Chris Murray bei Leserwahlen der Musical-Zeitschriften Da Capo und musicals in den Kategorien „Bester Darsteller“ und „Schönste Stimme“ mehrfach auf vordere Plätze und 2014 auf den ersten Platz gewählt.
Chris Murray ist seit 1993 verheiratet und hat zwei Töchter.

## Engagements
- 2017:
  - Stephan Kanyar, Brigitte Fassbaender: Shylock!, Shylock, Theater Pforzheim
  - Leonard Bernstein: Candide, Dr. Pangloss/Voltaire, Theater Pforzheim
- 2016:
  - Frank Nimsgern: Der Ring, Alberich, Theater Hof
  - Frank Wildhorn: Jekyll & Hyde, Jekyll/Hyde, Theater Vorpommern
  - Stefan Kanyar, Maren Scheel: Einstein – Das Musical, Einstein, Theater Hof
  - Andrew Lloyd Webber: Evita, Ché Guevera, Theater Oldenburg
- 2015:
  - Benny Andersson und Björn Ulvaeus: Chess, Frederick Trumper, Theater Chemnitz
  - Richard O’Brien: Rocky Horror Show, Riff Raff, Staatstheater Saarbrücken
  - Frank Nimsgern, Paradise of Pain, Staatstheater Saarbrücken
  - Stephan Kanyar, Andreas Hillger, Casanova, Casanova, Anhaltisches Theater Dessau
  - Richard O’Brien, The Rocky Horror Show, Riff Raff, Theater Hof
- 2014:
  - Benny Andersson und Björn Ulvaeus: Chess, Frederick Trumper, Theater Pforzheim
  - Paul Graham Brown: Der große Houdini, Houdini, Theater Hof
  - Andrew Lloyd Webber: Jesus Christ Superstar, Judas, Theater Hof
  - Spotlight Musicalproduktion: Friedrich – Mythos und Tragödie, Friedrich der Große, Schlosstheater Fulda
- 2013:
  - Andrew Lloyd Webber: Jesus Christ Superstar, Judas, Bühne Baden
  - Richard O’Brien: Rocky Horror Show, Riff Raff, Westfälisches Landestheater
- 2012:
  - Frank Wildhorn: Dracula, Dracula, Theater Pforzheim
  - Andrew Lloyd Webber: Evita, Ché Guevera, Landestheater Neustrelitz
  - Richard Wagner: Die Walküre, Siegmund, Staatstheater Darmstadt
  - Spotlight Musicalproduktion: Friedrich – Mythos und Tragödie, Friedrich der Große, Metropolishalle Potsdam-Babelsberg
  - Stefan Kanyar, Brigitte Fassbaender: Shylock!, Shylock, Tiroler Landestheater Innsbruck
- 2011:
  - Cameron Macintosh/Royal Shakespeare Company: Les Misérables, Jean Valjean, Tiroler Landestheater Innsbruck
  - Cameron Macintosh/Royal Shakespeare Company: Les Misérables, Javert, Bühne Baden (bei Wien), Österreich
  - Elton John, Tim Rice: Aida, Radames, Staatstheater Darmstadt (2011/2012)
- 2010:
  - Stephen Schwartz: Children of Eden, Gottvater, TfN
  - Andrew Lloyd Webber: Jesus Christ Superstar, Jesus, Theater Flensburg
  - Dirk Michael Steffan: Vom Geist der Weihnacht, Ebenezer Scrooge, Musical Dome Köln
- 2009:
  - Andrew Lloyd Webber: Evita, Ché Guevera, Theater Hof
  - Andrew Lloyd Webber: Jesus Christ Superstar, Jesus, Staatstheater Darmstadt
- 2008:
  - Frank Wildhorn: The Scarlet Pimpernel, Chauvelin, Theater Baden bei Wien
  - Spotlight Musicalproduktion: Elisabeth – Die Legende einer Heiligen, Konrad von Marburg, Theater Eisenach
  - Benny Andersson und Björn Ulvaeus: Chess, Frederick Trumper, Staatsoperette Dresden
  - Andy Kuntz, Günter Werno und Holger Hauer: ChristO, Inspektor X, Staatstheater am Gärtnerplatz München
  - Stefan Kanyar, Brigitte Fassbaender: Shylock!, Shylock, Tiroler Landestheater Innsbruck
- 2007:
  - Großstadt Entertainment: Prinzessin Diana – das Musical, Prinz Charles, Düsseldorf, Leipzig, Dortmund, Berlin, Bremen (2007/2008)
  - Spotlight Musicalproduktion: Elisabeth – Die Legende einer Heiligen, Konrad von Marburg, Theater Eisenach
  - Cameron Macintosh/Royal Shakespeare Company: Les Misérables, Javert, Stadttheater Baden (bei Wien), Österreich
- 2006:
  - Dirk Michael Steffan: Vom Geist der Weihnacht, Ebenezer Scrooge, Schillertheater Berlin
  - Andrew Lloyd Webber: Jesus Christ Superstar, englischsprachige Aufführung, Jesus von Nazareth, Mecklenburgisches Staatstheater Schwerin (2006–2008)
  - Cameron Macintosh / Royal Shakespeare Company: Les Misérables, Jean Valjean, Freilichtspiele Tecklenburg
  - Andrew Lloyd Webber: Jesus Christ Superstar, deutschsprachige Aufführung, Jesus von Nazareth, Theater Regensburg (2006/2007)
  - Mitch Leigh: Der Mann von La Mancha, Don Quixote, Landestheater Detmold
- 2005:
  - Andrew Lloyd Webber: Jesus Christ Superstar, deutschsprachige Aufführung, Jesus von Nazareth, DomStufen-Festspiele Erfurt
  - Frank Wildhorn: Dracula, deutschsprachige Erstaufführung, Abraham van Helsing, St. Gallen (Schweiz)
- 2004: Andrew Lloyd Webber: Jesus Christ Superstar, deutschsprachige Aufführung, Jesus von Nazareth, Halle
- 2003–2008: Frank Wildhorn: The Scarlet Pimpernel, deutschsprachige Erstaufführung, Chauvelin, Halle
- 2001–2002: Alan Menken: Disney’s Der Glöckner von Notre Dame, Clopin, Berlin, Theater am Potsdamer Platz

## Auszeichnungen
- 2003: Platz 3 der Leserwahl in der Kategorie „Bester Darsteller 2003“ (musicals DAS MUSICALMAGAZIN)
- 2004: Da Capo Leserwahl Platz 3 in der Kategorie „Schönste männliche Stimme 2004“
- 2005: MUSICAL HITS (Solo-CD Chris Murray): Solo-CD des Jahres 2005 (Zeitschrift Musical Cocktail)
- 2005: MUSICAL HITS (Solo-CD Chris Murray): Solo-CD des Monats Juli 2005 (thatsmusical.de)
- 2009: Da Capo Leserwahl Platz 3 in der Kategorie „Bester Darsteller Short Term Musical“ (für Jekyll & Hyde in  Dresden)
- 2010: Da Capo Leserwahl in der Kategorie Beste Musicalstimme, 3. Platz
- 2012: CD Friedrich – Mythos und Tragödie: Leserwahl der Zeitschrift musicals, Platz 3
- 2012: Da Capo Leserwahl: Chris Murray: Platz 2 bei „Schönste Stimme“ und Platz 3 bei „Bester Darsteller Short Term“
- 2013: Da Capo Leserwahl: Chris Murray: Platz 2 bei „Schönste Stimme“ und Platz 2 bei „Bester Darsteller Short Term“
- 2014: Da Capo Leserwahl: Chris Murray: Platz 1 bei „Bester Darsteller Short Term“ („Dracula“ Pforzheim)

## Diskografie
- 2003: The Scarlet Pimpernel, German Cast (Chris Murray als Chauvelin), SOM
- 2005: Musical Hits, Solo-Album (Arrangements: Koen Schoots), SOM
- 2007: Elisabeth – Die Legende einer Heiligen (Chris Murray als Konrad von Marburg), Maxi-Single und Gesamtaufnahme, Spotlight
- 2011: A very murray christmas, Weihnachtsalbum (Arrangements: Philipp Polzin), SOM
- 2012: Friedrich – Mythos und Tragödie (Chris Murray als Friedrich der Große), Spotlight (Cast-CD)
- 2012: Friedrich – Mythos und Tragödie (Chris Murray als Friedrich der Große), Spotlight (Live-DVD aus Potsdam)
- 2012: Shylock (Chris Murray als Shylock), Cast Album
- 2014: Chris Murray – Musical Times ⁵, Doppel-Solo-Album (Arrangements u. a.: Philipp Polzin), SOM